# Narciso López Rodríguez
Narciso López Rodríguez (Ahualulco de Mercado, 18 agosto 1928 – Guadalajara, gennaio 1988) è stato un calciatore messicano, di ruolo difensore.

## Carriera

### Nazionale
Con la nazionale messicana ha preso parte ai Mondiali 1954.

## Palmarès

### Club

#### Competizioni nazionali
- Campionato messicano: 2

Guadalajara: 1958-1959, 1959-1960